# 羽唇指柱兰
羽唇指柱兰（学名：Cheirostylis octodactyla）为兰科指柱兰属下的一个种。